# Paris (Arkansas)
Paris é uma cidade localizada no estado americano de Arkansas, no Condado de Logan.

## Demografia
Segundo o censo americano de 2000, a sua população era de 3707 habitantes.
Em 2006, foi estimada uma população de 3678, um decréscimo de 29 (-0.8%).

## Geografia
De acordo com o United States Census Bureau, a localidade tem uma área de 12,4 km², dos quais 11,7 km² cobertos por terra e 0,7 km² cobertos por água. Paris localiza-se a aproximadamente 143 m acima do nível do mar.

## Localidades na vizinhança
O diagrama seguinte representa as localidades num raio de 24 km ao redor de Paris.